# Ali Al Sarraf
Ali Al Sarraf (* 20. Oktober 2001 in Kuwait-City) ist ein kuwaitischer Eishockeyspieler, der seit 2022 erneut für die Kuwait Warriors in der kuwaitischen Eishockeyliga spielt.

## Karriere
Auf Vereinsebene tritt Al Sarraf im jährlichen Wechsel für Teams der kuwaitischen Eishockeyliga an. 2020 und 2022 wurde er mit den Kuwait Stars Kuwaitischer Meister. 2022 wurde er zudem zum wertvollsten Spieler der kuwaitischen Liga gewählt. Anschließend wechselte er zu den Kuwait Warriors, mit denen er 2024 erneut Meister seines Landes wurde.

### International
Im Juniorenbereich spielte Al Sarraf für Kuwait beim IIHF U20 Challenge Cup of Asia 2019 in der Division I.
Ali Al Sarraf nahm für die kuwaitische Eishockeynationalmannschaft an der Qualifikation für die Weltmeisterschaft der Division III 2019 sowie den Weltmeisterschaften der Division IV 2022, 2023, als er zum besten Stürmer des Turniers gewählt wurde, und 2024, als er die meisten Torvorlagen des Turniers gab, teil. Darüber hinaus stand er beim IIHF Challenge Cup of Asia 2018 und bei der Olympiaqualifikation für die Winterspiele in Peking 2022 im kuwaitischen Aufgebot.

## Erfolge und Auszeichnungen
- 2020 Kuwaitischer Meister mit den Kuwait Stars
- 2022 Kuwaitischer Meister mit den Kuwait Stars
- 2022 Wertvollster Spieler der kuwaitischen Eishockeyliga
- 2024 Kuwaitischer Meister mit den Kuwait Warriors

### International
- 2023 Bester Stürmer der Weltmeisterschaft der Division IV
- 2024 Bester Vorlagengeber der Weltmeisterschaft der Division IV